# Мотта, Джузеппе
Джузеппе Мотта (итал. Giuseppe Motta; 29 декабря 1871 года, Айроло, кантон Тичино, Швейцария — 23 января 1940 года, Берн, Швейцария) — швейцарский политик, президент, дипломат.

## Биография
Джузеппе Мотта учился в Колледже Святого Мишеля, изучал право в университетах Фрибура, Мюнхена и Гейдельберга. В 1893 году получил диплом доктора юридических наук и с 1895 года до избрания в Федеральный совет работал адвокатом и нотариусом в Айроло. В 1895 году избран в Кантональный совет Тичино и вскоре стал там одним из главных представителей Консервативной партии. Через четыре года Мотта был избран Национальный совет Швейцарии.
Впервые он стал кандидатом в Федеральный совет в 1908 году, затем в ноябре 1911, после смерти Йозефа Антона Шобингера, вновь была предложена его кандидатура. 14 декабря 1911 года Мотта набрал 184 206 голосов и был избран. Он сменил Робера Контеса качестве главы налогового и таможенного ведомства.
В 1920 году, став президентом и возглавив департамент иностранных дел, продолжил процесс вступления Швейцарии в Лигу Наций, начатый Феликсом Калондером. 16 мая 1920 года на референдуме народ поддержал вступление в Лигу Наций с сохранением нейтралитета. В 1924 году Мотта был избран председателем Генеральной ассамблеи Лиги Наций. Несмотря на свои консервативные взгляды, способствовал дипломатическому признанию СССР.
- 1 декабря 1902 — 7 декабря 1903 — президент Совета кантонов (сената) Швейцарии.
- 14 декабря 1911 — 23 января 1940 — член Федерального совета Швейцарии.
- 1 января 1912 — 31 декабря 1919 — начальник департамента (министр) финансов и сборов.
- 1 января 1920 — 23 января 1940 — начальник политического департамента.
- 1914, 1919, 1926,1931,1936 — вице-президент Швейцарии.
- 1915, 1920, 1927,1932,1937 — президент Швейцарии.

## Память
Среди прочего его именем названы улицы в Лугано, Кьяссо, Минусио и Массаньо, площадь в Асконе и авеню в Женеве.